# Thomas Modyford
Sir Thomas Modyford, 1. Baronet (* um 1620 in Devonshire; † 2. September 1679 auf Jamaika) war ein englischer Plantagenbesitzer und von 1664 bis 1670 Gouverneur von Jamaika.
Er förderte Freibeuter wie Henry Morgan, von deren Überfällen auf die spanischen Besitzungen in Amerika er profitierte.

## Leben
Modyford war das siebte Kind und der älteste Sohn von John Modyford, Stadtrat und Bürgermeister von Exeter in Devonshire, aus dessen Ehe mit Maria Walker, der Tochter von Thomas Walker, Stadtrat von Exeter. Er wurde am Lincoln’s Inn ausgebildet und arbeitete als Barrister, bis der Bürgerkrieg ausbrach, in dem er als Colonel in der Armee des Königs diente. Der Opportunismus, der seine gesamte Karriere kennzeichnete, wurde bald offensichtlich. Er wurde in Exeter gefangen genommen, wo einige Royalisten behaupteten, seine Doppelzüngigkeit habe zum Fall der Stadt geführt, und meldete sich freiwillig, England in Richtung Westindien zu verlassen.

### Barbados
Er hatte um 1640 Elizabeth Palmer († 1668), die Tochter von Lewin Palmer aus Devonshire, geheiratet und verließ England mit seiner Frau und seiner jungen Familie. Sie kamen 1647 auf Barbados an, kurz nach der Einführung des Zuckeranbaus. Obwohl die Plantagenbesitzer dieses komplexe Geschäft noch in der Lernphase befanden, war das Potenzial für sehr hohe Gewinne offensichtlich. Modyford, der über Güter und Kredite verfügte, kaufte sich in ein dort bestehendes Plantagenunternehmen ein. Er erwarb eine Hälfte der Plantage von William Hilliard, wobei sein Schwager Thomas Kendal, ein Londoner Lebensmittelhändler, als dritter Partner hinzukam. Das Anwesen, das 500 Acres (200 Acres Zucker, 96 Sklaven, 28 Bedienstete, Vieh und Gebäude) umfasste, war eines der größten auf der Insel. Nach Hilliards Rückkehr nach England übernahm der junge und unerfahrene Modyford die Leitung des komplexen Geschäfts, das landwirtschaftliche und industrielle Tätigkeiten sowie die Leitung einer großen ausländischen Belegschaft umfasste. Die Schwierigkeiten wurden im ersten Jahr der Familie Modyford auf der Plantage deutlich, als ein Sklavenaufstand durch Informationen von Modyfords Lieblingssklaven nur knapp abgewendet werden konnte.
Als Großgrundbesitzer und ausgebildeter Anwalt wurde Modyford bald in die Regierungsgeschäfte von Barbados einbezogen. Im Laufe der 1640er Jahre, als die englischen Behörden durch den Bürgerkrieg abgelenkt waren, genoss die Insel beträchtliche Autonomie, aber nach der Hinrichtung von König Karl I. im Jahr 1649 gab es unwillkommene Anzeichen dafür, dass die Regierung der Insel versuchen würde, die Kontrolle zu verschärfen. 1651 unterzeichneten führende Inselbewohner, darunter Modyford, der Mitglied des Rates war, eine Erklärung zur Unterstützung von Karl II. Als Reaktion darauf entsandte das Parlament Sir George Ayscue mit einem Marinegeschwader, um die Kolonisten zur Unterwerfung zu zwingen, und es war hauptsächlich Modyfords Überlaufen oder Verrat, der den königlichen Gouverneur Francis Willoughby, 5. Baron Willoughby of Parham, zum Nachgeben zwang. Im Januar 1652 entließ der neue Gouverneur Daniel Searle Modyford aus dem Rat, vielleicht weil er mit der starken Selbstverwaltungsstimmung in der Versammlung in Verbindung gebracht wurde, aber nach einer Petition an Oliver Cromwell wurde er wieder eingesetzt.
Cromwell konsultierte ihn 1654 bezüglich eines Angriffs auf die spanischen Besitzungen auf den Großen Antillen. Entgegen Modyfords Einschätzung stieß die republikanisch-englische Flotte in Barbados auf Widerstand der Pflanzer statt auf die erwartete Hilfe und erlitt eine vernichtende Niederlage in Hispaniola, bevor sie 1655 die kleinere Insel Jamaika eroberte. Dennoch sicherte sich Modyford im April 1660 seine Ernennung zum Gouverneur von Barbados. Bei der Stuart-Restauration im selben Jahr bemühte er sich, erneut die Seiten zu wechseln und rief Karl II. zum König aus. Obwohl Modyford für seinen früheren Verrat weithin angeprangert wurde, konnte sein Verwandter General George Monck, der die Rückkehr des Königs mitorganisiert hatte, eine vollständige Begnadigung für Modyfords Verrat an der royalistischen Sache in Exeter, Barbados, und seine nachfolgenden Dienste für das Commonwealth erreichen. Modyford verlor jedoch seinen Posten als Gouverneur und wurde nach seinem Rücktritt zum Sprecher der Ratsversammlung von Barbados gewählt.
Modyford baute sein Vermögen weiter aus und engagierte sich neben seiner Tätigkeit als Landwirt auch im Sklavenhandel. Nach der Gründung der Company of Royal Adventurers of England Trading to Africa im Jahr 1663 wurde er deren Agent auf Barbados und berichtete, dass durch den Verkauf von Sklaven an die Spanier hohe Gewinne erzielt werden könnten. Der König Karl II. und der Duke of York, die stark in die African Company involviert waren, waren bestrebt, den Handel zu fördern, und Jamaika war als Basis gut geeignet. Modyford schien mit seiner Erfahrung aus dem Leben in der Karibik und dem Sklavenhandel gut geeignet für die Aufgabe, die Inselwirtschaft auf eine neue Grundlage zu stellen, und mit Unterstützung von Monck (inzwischen 1. Duke of Albemarle) wurde er im Februar 1664 zum Gouverneur von Jamaika ernannt. Zudem wurde ihm am 1. März 1664 der erbliche englische Adelstitel Baronet, of Lincoln’s Inn in the City of London, verliehen. Nachdem er siebzehn Jahre auf Barbados verbracht und eine wichtige Rolle bei der Gestaltung der jungen Siedlung gespielt hatte, zog Modyford mit seiner Familie nach Jamaika, Englands Grenzkolonie, wo er im Juni 1664 eintraf. Er überzeugte etwa 800 Plantagenbesitzer, ihn zu begleiten, indem er ihnen freie Überfahrt, freies Land und eine strahlende Zukunft in der dünn besiedelten jungen Siedlung versprach. Der Umzug war von einer persönlichen Tragödie überschattet, da Modyfords ältester Sohn John auf dem Rückweg, um seine Mutter aus Barbados abzuholen, auf See verschollen war.

### Jamaika
Als Gouverneur von Jamaika ergriff der ehemalige Verfechter der Rechte der Plantagenbesitzer schnell die Kontrolle über die Regierung. Viele seiner eigenen Anhänger wurden in den Rat berufen und die Partei der früheren Siedler, die versuchten, ihre eigenen Interessen zu schützen, wurde in den Hintergrund gedrängt. Unterdessen entließ er Patentbeamte wie den Provost Marshal Thomas Lynch und teilte die Posten zwischen sich selbst (den Posten des obersten Richters übernahm er, „aus Mangel an einem besseren Anwalt“), seiner Familie und seinen Freunden auf. Lynch, der eine bedeutende Rolle bei der frühen englischen Besiedlung Jamaikas gespielt hatte, verließ daraufhin die Insel.
Modyford befolgte die Anweisungen des Königs, die Beziehungen zu den Spaniern zu verbessern, und erließ am 11. Juni 1664, vier Tage nach seiner Ankunft in Jamaika, eine Proklamation gegen die Kaperei. Doch noch gegen Ende desselben Monats setzte sich sein üblicher Pragmatismus durch und er revidierte seine Position. Jamaika war mit weniger als 5.000 Einwohnern dünn besiedelt und noch kaum besiedelt. Etwa 1.500 Freibeuter verschiedener Nationalitäten waren auf der Insel stationiert und nutzten Port Royal, um ihre Schiffe auszurüsten und ihre Beute zu verkaufen, was Kaufleuten und Handwerkern lukrative Geschäfte bescherte. Die Unterdrückung der Kaperei hätte eine Wirtschaftskrise ausgelöst und Jamaikas eigenen, noch jungen Handel gefährdet, da viele der Kaperfahrer es vorgezogen hätten, ihre Aktivitäten woandershin zu verlagern, anstatt ihre Karriere aufzugeben.
Im August 1664 war klar, dass Modyford mit den Freibeutern gemeinsame Sache machte und seine Macht als Gouverneur dazu missbrauchte, zu sehr günstigen Bedingungen Anteile an einem oder mehreren ihrer Schiffe zu erwerben. 1665 schwanden die Hoffnungen auf einen friedlichen Sklavenhandel mit den Spaniern, als die Niederländer die Handelsposten der Company of Royal Adventurers of England Trading to Africa zerstörten. Der Englisch-Niederländische Seekrieg (1665–1667) brach aus, und Modyford konnte Kaperbriefe gegen die Niederländer erteilen, aber die Kaperfahrer waren mehr an spanischen Zielen interessiert. Im Februar 1666 stellte Modyford eine Liste mit Vorwänden für die Zulassung von Krieg gegen Spanien zusammen und begann, Kaperbriefe gegen die spanischen Schiffe auszustellen, womit er dem, was bereits in der Praxis ohnehin geschah, einen juristischen Anstrich verlieh. Der Duke of Albemarle verteidigte weiterhin die Handlungen seines Verwandten, und Kendal, Modyfords Schwager und Agent, setzte sich bei den Behörden dafür ein, Modyfords Freibeuterpolitik zu genehmigen. Der König ging nicht so weit, Plünderungen formell zu dulden, aber als die Aussichten Versprechen, Zugang zu den spanischen Kolonialmärkten zu erhalten, zurückging, gewannen die Argumente für Gewalt wieder an Bedeutung. Als 1666 die Nachricht England erreichte, dass Edward Mansfeldt († 1667), der Admiral der jamaikanischen Freibeuter, Providence Island erobert hatte, beschloss der König, einen Gouverneur zu ernennen und entsandte Modyfords Bruder Sir James Modyford, 1. Baronet (um 1625–1673), um den Posten zu besetzen. Die Spanier eroberten die Insel vor dessen Ankunft zurück und Thomas Modyford, kompensierte ihm dies, indem er ihn zum stellvertretenden Gouverneur von Jamaika und Richter am Admiralitätsgericht ernannte. 1668 drückte der Duke of York seine stillschweigende Zustimmung zur Plünderung aus, als er das Zweidecklinienschiff Oxford schickte, um das Kommando über die Freibeuter zu übernehmen und sich einen guten Anteil der Beute zu sichern. Er wurde jedoch enttäuscht, als das Schiff kurz nach der Ankunft in der Karibik bei einem Unfall explodierte. Der Duke of York, sein Bruder König Karl II., und verschiedene Höflinge hatten in weitere Kaperschiffe investiert, um aus der Ferne an den teils hohen Prisengeldern zu profitieren.
Mit halboffizieller Genehmigung verfolgte Modyford seine Freibeuterpolitik mit einer kurzen Unterbrechung bis zum Ende seiner Regierung 1671. Diese Zeit, die die berühmten Überfälle des Freibeuters Henry Morgan auf Portobelo (1668) und Panama (1670) erlebte, gilt als die Blütezeit der Freibeuterei. Der Gouverneur zeigte Geschick darin, einen Haufen wilder und zügelloser Personen fest im Griff zu behalten und strenge Disziplin durchzusetzen, indem er strenge Regeln aufstellte und bei Nichteinhaltung schwere Strafen verhängte. Modyford war in der Lage, einen großen Anteil der Beutegewinne einzustreichen, indem er von den Freibeutern Provisionen und weitere Gebühren auf die erzielte Beute einforderte. Außerdem sicherte er sich günstige Bedingungen für eigene Investitionen in Schiffe und Abenteuer. Aber auch die junge englische Siedlung auf Jamaika profitierte deutlich von der Freibeuterei, die einem großen Personenkreis zu dringend benötigtem Kapital und bewaffnetem Schutz für den Handel verhalf. Der Handel auf der Insel bestand zeitweise fast ausschließlich aus Geschirr, Münzgeld, Juwelen und anderen Dingen, die von den Freibeutern gebracht und billig an die Händler verkauft wurden. Allein die Beute aus Portobello belief sich auf 100.000 £, deutlich mehr als der Gesamtwert der jährlichen landwirtschaftlichen Produktion Jamaikas zu dieser Zeit. Die Bevölkerung von Port Royal verdreifachte sich in den 1660er Jahren und der Handel florierte. Die Überschüsse des Gouverneurs und der Händler auf Jamaika, wurden sodann auch in den Ausbau des landwirtschaftlichen Hinterlandes investiert.
Letztendlich übertrafen die Gewinne aus der Bepflanzung Jamaikas die aus Plünderungen bei weitem, aber die Rodung und Bepflanzung des Landes war ein langwieriges und mühsames Unterfangen, insbesondere da die Engländer nur wenig Infrastruktur von ihren spanischen Vorgängern übernommen hatten. Viele der Plantagenbesitzer, die mit Modyford nach Jamaika gingen, verfügten nur über wenig Kapital und gingen Bankrott, bevor sie sich etablieren konnten. Modyford erwarb nach und nach umfangreichen Grundbesitz auf Jamaika und 1670 besaß er über 6000 Acres – den Großteil davon im Namen seines Sohnes Thomas. In den ersten Jahren experimentierte er mit Kakao, der von den früheren spanischen Siedlern angebaut worden war und für die Engländer eine neue Nutzpflanze war, die sehr profitabel zu sein versprach, bis sie 1670–71 durch eine mysteriöse Seuche zerstört wurde. Der Gouverneur kehrte zum Zuckeranbau zurück, mit dem er bestens vertraut war. 1670 hatte er im Parish Saint Catherine eine voll funktionsfähige Zuckerplantage mit 300 Sklaven und einer Wassermühle, mit der er das Zuckerrohr seiner Nachbarn und sein eigenes mahlte. Er konnte sein Arbeitskräfteangebot zu günstigen Bedingungen erweitern, da er weiterhin als Agent für die Company of Royal Adventurers of England Trading to Africa fungierte und sich am Sklavenhandel beteiligte. Trotz seiner Begünstigung von Angriffen auf spanische Siedlungen gelang es ihm auch, Sklaven auf spanischen Märkten zu verkaufen, ein lukratives Geschäft, obwohl sich die Guinea Company 1678 beschwerte, dass er den größten Teil des Gewinns für sich behalte und ihnen fast 20.000 £ schulde.
Modyfords Reichtum und Macht ermöglichten ihm einen relativ luxuriösen Lebensstil, obwohl sowohl Komfort als auch unterhaltsame Freizeitbeschäftigungen in einer jungen Kolonie nur begrenzt zur Verfügung standen. Nachdem seine Gattin 1668 gestorben war, führte er ein Junggesellenleben. Henry Morgan und andere führende Freibeuterkommandanten waren Freunde und Geschäftspartner, und ihre notorische Trunksucht und Ausschweifung stießen bei eher puritanischen Beobachtern auf Missbilligung.

### Haft und spätere Jahre
1670 unterzeichneten England und Spanien den Vertrag von Madrid, der Frieden und Freundschaft in der Karibik versprach. Die Company of Royal Adventurers of England Trading to Africa, die während des Krieges gegen die Niederlande zusammengebrochen war, wurde als Royal African Company neu gegründet und man hoffte erneut auf spanische Kunden. Modyfords Plünderungspolitik und die Nachrichten über Morgans Heldentaten in Panama 1671 waren eine Blamage. Außerdem war Modyfords Verwandter, der Duke of Albemarle, 1669 gestorben, wodurch der Gouverneur des wertvollen Schutzes am Hof beraubt wurde. Thomas Lynch wurde entsandt, um die Regierung Jamaikas zu übernehmen und friedliche Beziehungen mit den Spaniern zu fördern, und Modyford und Morgan wurden nach England zurückgerufen, wo sie bis 1674 im Tower von London gefangen gehalten wurden. Morgan genoss jedoch die Gunst des Königs und wurde 1674 als Vizegouverneur von Jamaika ernannt.
Modyford wurde schließlich 1675 die Rückkehr nach Jamaika gestattet. Er wurde dort zunächst nicht gut aufgenommen und sein Versuch, in die Ratsversammlung gewählt zu werden, scheiterte, da er für seinen früheren autoritären Regierungsstil weithin verhasst war. Hon. John Vaughan, der neue Gouverneur, der durch Heirat mit Modyfords Familie verbunden war, setzte ihn jedoch wieder in die Position des obersten Richters ein und seine Söhne in andere wichtige Machtpositionen ein. Modyford konnte nicht nur einen Großteil seiner Macht in Jamaika zurückgewinnen, sondern fungierte auch als Agent für die Royal African Company und die Niederländische Westindien-Kompanie. Auch in den 1670er Jahren galt Modyford weiterhin als der reichste Mann der Insel. Er starb am 1. September 1679 auf Jamaika und wurde dort am folgenden Tag neben seiner Gattin in der Kirche St. Catherine in Spanish Town begraben. Sein Sohn Thomas, der die Plantagen der Familie verwaltet hatte, während sein Vater im Gefängnis war, überlebte seinen Vater um fünf Wochen, und dessen jüngerer Bruder Charles erbte den Titel als 3. Baronet, der beim Tod von dessen jüngerem Sohn, dem 5. Baronet, 1702 erlosch. Modyfords Tochter Elizabeth heiratete am 25. Dezember 1676 Colonel Samuel Barry, der von 1667 bis 1668 Gouverneur von Suriname war.